# Eriosoma crataegi
Eriosoma crataegi är en insektsart som först beskrevs av Oestlund 1887.  Eriosoma crataegi ingår i släktet Eriosoma och familjen långrörsbladlöss. Inga underarter finns listade i Catalogue of Life.